# Zeus de la Paz
Zeus Chandi de la Paz (Nimega, 11 marzo 1995) è un ex calciatore olandese di origine di Curaçao, di ruolo portiere.